# Harry Farjeon
Harry Farjeon (* 6. Mai 1878 in Hohokus, New Jersey; † 29. Dezember 1948 in London) war ein englischer Komponist.
Farjeons Eltern kehrten wenige Monate nach seiner Geburt nach England zurück. Er studierte zunächst privat bei Landon Ronald und John Storer und von 1895 bis 1901 an der Royal Academy of Music in London bei Battison Haynes und Frederick Corder Komposition und Klavier bei Septimus Webbe. Er wirkte dort anschließend als Lehrer und seit 1903 als jüngster je ernannter Professor.
Er komponierte eine Oper, zwei Operetten, zwei Melodramen, ein Ballett, eine Orchestersuite, zwei Klavierkonzerte, zwei Streichquartette, eine Messe, Klavier- und Orgelstücke, zwei Cellosonaten und Lieder.

## Werke
- Floretta, Oper nach dem Libretto seiner Schwester Eleanor Farjeon, 1899
- Klavierkonzert d-Moll, 1903
- Night Music, 1904
- Swan Song, 1905
- Pictures from Greece, 1906
- From The Three-Cornered Kingdom, 1910
- Tone Pictures, 1911
- Lyric Pieces, 1916
- Moorish Idylls, 1917
- Elegie Heroique, 1923
- Pannychis, sinfonische Dichtung, 1942